# Sinh vật đáng sợ
Sinh vật đáng sợ (Fearsome critters) là những sinh vật (hầu hết là động vật) trong những câu chuyện hư cấu và thường được đem ra để đùa giỡn, bỡn cợt rằng đây là những con vật cao lớn, dễ sợ sống trong vùng hoang dã nhằm hù họa hay chỉ để tán gẫu chuyện phiếm. Trong văn hóa dân gian Bắc Mỹ, những sinh vật kiểu này thường được hư cấu sống xung quanh các trại khai thác gỗ, đặc biệt là ở vùng Hồ Lớn (Ngũ Đại Hồ). Ngày nay, thuật ngữ sinh vật đáng sợ cũng có thể được chỉ về những sinh vật huyền thoại hay những sinh vật kỳ bí.